# Дорохов, Ратмир Николаевич
Ратмир Николаевич Дорохов (1930—2017) — советский и российский анатом, доктор медицинских наук, профессор Смоленского государственного университета спорта.

## Биография
Ратмир Николаевич Дорохов родился 27 апреля 1930 года в городе Армавире Краснодарского края. После окончания средней школы поступил в Ростовский государственный медицинский институт. Окончил его в 1954 году с отличием, после чего продолжил учёбу в аспирантуре на кафедре нормальной анатомии. С 1957 года работал ассистентом на кафедре нормальной анатомии Ростовского государственного медицинского института. Позднее переехал в Смоленск, где работал в Смоленском государственном институте физической культуры. В 1966—1982 годах заведовал кафедрой анатомии этого высшего учебного заведения. Уйдя с руководящей работы, был доцентом, затем профессором кафедры анатомии и биомеханики.
Дорохов опубликовал в общей сложности более 250 научных работ, внёс около 40 рационализаторских предложений. В 1984 году защитил диссертацию на соискание учёной степени доктора педагогических наук. Являлся автором и соавтором нескольких учебных и учебно-методических пособий. Основная тема научных исследований — спортивная морфология и конституциология. Дорохов является автором метрической схемы соматотипирования детей и подростков, разработчиком методики ступенчатой динамометрии для измерения силы мышц. Под его руководством было защищено 4 докторских и 19 кандидатских диссертаций. Избирался членом-корреспондентом Евроазиатской академии медицинских наук.
Умер 8 мая 2017 года, похоронен на Новом кладбище Смоленска.

## Награды
- Заслуженный работник высшей школы Российской Федерации (7 ноября 1997 года);
- Медали.